# Њупорт (Роуд Ајланд)
Њупорт (енгл. Newport) град је у америчкој савезној држави Роуд Ајланд. По попису становништва из 2010. у њему је живело 24.672 становника.

## Демографија
Према попису становништва из 2010. у граду је живело 24.672 становника, што је 1.803 (6,8%) становника мање него 2000. године.
|                   | 2010.           | 2000.           |
| Укупно            | 24 672 (100,0%) | 26 475 (100,0%) |
| Белци             | 19 360 (78,47%) | 21 623 (81,67%) |
| Хиспаноамериканци | 2 062 (8,358%)  | 1 467 (5,541%)  |
| Афроамериканци    | 1 710 (6,931%)  | 2 053 (7,754%)  |
| Остали            | 1 191 (4,827%)  | 979 (3,698%)    |
| Азијати           | 349 (1,415%)    | 353 (1,333%)    |

## Партнерски градови
- Империја
- Kinsale
- Shimoda
- Сент Џон
- Понта Делгада
- Ла Рошел